# Fred Haughey
Frederick „Fred“ Haughey (* 12. Mai 1921 in Conisbrough; † Oktober 2011 in Bradford) war ein englischer Fußballspieler.

## Karriere
Haughey arbeitete nach dem Besuch der St. Alban’s Catholic School in Denaby und der Mexborough Secondary School in einer Drahtfabrik in Halifax. Bereits 1940 diente er als Leading Aircraftsman in der Royal Air Force. Nach Kriegsende schloss sich Haughey im September 1945 als Amateur Halifax Town an. Wenig später kam er in der noch kriegsbedingt ausgetragenen Ersatzliga North Regional League in der Abwehr an der Seite von Bill Allsop bei einer 1:4-Auswärtsniederlage gegen Carlisle United zu einem Auftritt für die erste Mannschaft. Kurz vor seinem Auftritt wurde er in der Lokalpresse als „tadelloser Verteidiger“ beschrieben, in der Folge kam er noch mehrfach für die Reserve von Halifax zum Einsatz.
Zur Saison 1946/47 schloss er sich dem nahegelegenen Ligakonkurrenten Bradford City an und kam ebenfalls auf Amateurbasis in der Frühphase der Saison zu drei Einsätzen in der Football League Third Division North. Nach zwei torlosen Unentschieden gegen New Brighton und Barrow war eine 0:4-Niederlage gegen Stockport County Ende September 1946 sein dritter und letzter Auftritt in der Football League, in allen drei Partien hatte er mit Ken Harper das Verteidigerpaar gebildet. Im November 1948 wurde sein Wechsel zu Winsford United in die Cheshire County League vermeldet. Dort traf er auf seine früheren Mitspieler Charlie Briggs und Stuart Dimond und wurde als Halbstürmer vorgestellt, der beidfüßig über einen kraftvollen Schuss verfügt.